# Heerlijkheid Schwarzenholz
Schwarzenholz was een heerlijkheid binnen het Heilige Roomse Rijk. De heerlijkheid was niet bij een kreits ingedeeld.
De ban van Schwarzenholz in het huidige Saarland was in de middeleeuwen verdeeld onder een aantal ridderlijke geslachten, waaronder de Siersberger. De belangrijkste invloed had echter het adellijke vrouwenklooster Fraulautern. De heren van Lichtenberg verkochten hun rechten in 1563 aan Nassau-Saarbrücken. Een langdurig proces tussen de abdij en Nassau-Saarbrücken werd in 1765 door de abdij gewonnen, waardoor de rijksvrijheid werd erkend.
Het gebied bestond uit de plaatsen Schwarzenholz en Labach, de Labacher Hof en verder de Kunzen- en Hausermolen.
De heerlijkheid werd in 1795 door Frankrijk ingelijfd. Het Congres van Wenen voegde de voormalige heerlijkheid in 1815 bij het koninrkijk Pruisen.